# Studius (Konsul 454)
(Flavius) Studius (altgriechisch Στούδιος, Stúdios) war ein spätantiker oströmischer Politiker des 5. Jahrhunderts.
Studius war im Jahr 454 zusammen mit Aetius Konsul. Er ließ in Konstantinopel die Kirche des Heiligen Johannes des Täufers errichten und gründete eine angegliederte Mönchsgemeinschaft, für die er Mönche aus den Akoimeten gewann. Inschriften am Bau deuten jedoch darauf hin, dass die Errichtung bereits vor 454 erfolgte und Studius das Konsulat als Anerkennung dafür erhielt. Dieses Studionkloster erlangte in späteren byzantinischen Zeiten große Bedeutung.
Zudem stiftete Studius der „Großen Kirche“ (Hagia Sophia) in Konstantinopel eine prächtige Bahre für feierliche Begräbnisse. Die Suda bezeichnet ihn als δυνάστης, Gründer des Studitenklosters und der Kirche des Ἀρχιστράτηγος Νακωλείας (Erzengel Michael in Nakoleia).